# Alcis hasegawai
Alcis hasegawai là một loài bướm đêm trong họ Geometridae.